# شومیتسه (ناحیه اوهرسکه هرادیشتی)
شومیتسه (به چکی: Šumice) یک منطقهٔ مسکونی در جمهوری چک است که در ناحیه اوهرسکه هرادیشتی واقع شده‌است. شومیتسه ۱۵٫۶۹ کیلومتر مربع مساحت و ۱٬۷۵۹ نفر جمعیت دارد و ۲۲۵ متر بالاتر از سطح دریا واقع شده‌است.